# Suillus tridentinus
Suillus Suillus tridentinus (Bres.) Sing.
Il Suillus tridentinus è un Pinarolo scoperto e descritto dal grande micologo trentino Giacomo Bresadola;  da giovane assume vistose tonalità color arancione, il che lo rende facilmente riconoscibile unitamente alla presenza dell'anello.

È anch'esso un fungo edule di buona qualità ed appartiene alla famiglia delle Suillaceae.

## Descrizione della specie
Cappello
Largo fino a 12-14 cm, prima convesso, infine spianato; viscido in caso di umidità; color arancione intenso oppure rosso chiaro, cuticola fibrillosa.
Tubuli
Leggermente decorrenti, color giallo-arancio.
Pori
Grandi, angolosi, concolori ai tubuli.
Gambo
Lungo anche 10-12 cm, cilindrico, fibrilloso, concolore al cappello oppure leggermente più scuro per via delle numerose fibrille ivi presenti.
Anello
Bianco, di modeste dimensioni.
Carne
Gialla, vira debolmente all'arancione.
- Odore: gradevole, fruttato, come di "geranio".
- Sapore: mite, dolciastro.

Spore
Ellissoidali, marroni in massa.

## Habitat
Cresce dall'inizio dell'estate all'autunno, sotto Larice.

Piuttosto raro, diffuso nel Trentino.

## Commestibilità
Buona; si consiglia di asportare la cuticola dal cappello in quanto spesso risulta indigesta o "lassativa" (non è tossica).

## Etimologia
Dal latino tridentinus = del Trentino, perché molto diffuso nella regione Trentino - settentrione d'Italia.

## Sinonimi e binomi obsoleti
- Boletus aurantiporus J. Howse, Ann. Mag. nat. Hist., Ser. 5 15 (1885)
- Boletopsis tridentina (Bres.) Henn. (1900)
- Boletus tridentinus Bres., Fung. trident. 1(1): 13 (1881)
- Ixocomus tridentinus (Bres.) Singer, (1938)

## Specie simili
- Suillus granulatus